# Xanthabris baluchistana
Xanthabris baluchistana es una especie de coleóptero de la familia Meloidae.

## Distribución geográfica
Habita en Pakistán.